# Ochle-Kolonia
Ochle-Kolonia [pronunciación en polaco: /ˈɔxlɛ kɔˈlɔɲa/] es una aldea ubicada en el distrito administrativo de Gmina Widawa, dentro del condado de Łask, Voivodato de Łódź, en el centro de Polonia. Se encuentra a unos 9 kilómetros al sur de Widawa, a 29 kilómetros al suroeste de Łask, y a 60 kilómetros al suroeste de la capital regional Łódź.